# Lizines
Lizines är en kommun i departementet Seine-et-Marne i regionen Île-de-France i norra Frankrike. Kommunen ligger i kantonen Donnemarie-Dontilly som tillhör arrondissementet Provins. År 2022 hade Lizines 178 invånare.

## Befolkningsutveckling
Antalet invånare i kommunen Lizines
| Referens: INSEE |